# Lokomotywa elektryczna akumulatorowa AEG 4184
Lokomotywa elektryczna akumulatorowa AEG 4184 – jedyna zachowana w Polsce akumulatorowa lokomotywa elektryczna, wyprodukowana w roku 1928 w fabryce Allgemeine Elektricitäts-Gesellschaft Lokomotivfabrik Hennigsdorf w Berlinie dla cukrowni Witaszyce.

## Konstrukcja
Dwuosiowa lokomotywa, z silnikami zawieszonymi na osiach „za nos”, zasilana była napięciem 220 V z baterii akumulatorów i miała moc 30 KM (2 silniki o mocy 15,5 kW). Baterie akumulatorów znajdowały się w dwóch skrzyniach po obydwu stronach kabiny maszynisty i miały pojemność 2 × 120 Ah. Wymiary lokomotywy: długość bez zderzaków – 3485 mm, rozstaw osi – 1375 mm, szerokość – 2100 mm. Masa pojazdu 9200 kg.

## Eksploatacja
Lokomotywa przez cały okres eksploatacji wykonywała lekką pracę manewrową na terenie cukrowni Witaszyce. Następnie została przekazana Polskiemu Stowarzyszeniu Miłośników Kolei i 21 kwietnia 1995 sprowadzono ją do Parowozowni Skierniewice. W I połowie 2014 dzięki pomocy Tramwajów Warszawskich pojazd zrekonstruowano. 20 czerwca 2014 odbyły się pierwsze jazdy próbne.